# Championnat du Portugal féminin de football 1990-1991
Navigation
Édition précédente Édition suivante
La Taça Nacional Feminino 1990-1991 est la 6e édition du championnat du Portugal féminin de football. Dix-sept équipes divisées en trois groupes régionaux s'affrontent sous forme de championnat, selon le principe des matches aller et retour, durant la première phase. À l'issue de cette première phase, contrairement au saisons précédentes, ce sont les deux premiers clubs de chaque groupe qui s'affrontent dans une phase finale toujours sous le principe de championnat aller-retour.
À l'issue de la saison, le Boavista FC s'adjuge son sixième titre de champion, s'imposant en phase finale devant le CD Costa do Estoril. Pour cette sixième édition il n'existe toujours pas de principe de relégations en division inférieure.

## Participants
Ces tableaux présentent les dix-sept équipes qualifiées pour disputer le championnat 1990-1991. On y trouve le nom des clubs, la date de création du club, le nom des stades ainsi que la capacité de ces derniers
La première phase comprend deux groupes de six équipes et un de cinq. 
Deux clubs qui évoluaient la saison passée en zone centre, sont reversés en zone nord (CD Viseu & Clube de Albergaria). Il en va de même avec Os Elvenses, qui passe de la zone sud vers la zone centre.
Légende des couleurs
- Champion de Taça Nacional Feminino la saison précédente.
- Promu de division inférieure.

| \| Boavista V. Guimarães Espinho Albergaria Viseu Mãe d´Água \| Localisation des clubs engagés dans la Zona Norte du championnat. |
| Boavista V. Guimarães Espinho Albergaria Viseu Mãe d´Água                                                                         |

| Nom du club         | Date de création | Dernière montée | Division 1989-1990 | Stade                                             | Capacité | Vict. |
| ------------------- | ---------------- | --------------- | ------------------ | ------------------------------------------------- | -------- | ----- |
| Clube de Albergaria | 1890             | 1989            | Taça Nacional      | Estádio Municipal António Augusto Martins Pereira | -        | /     |
| Boavista FC         | 1903             | 1985            | Taça Nacional      | Campo de Treinos do Estádio do Bessa XXI          | -        | 5     |
| CA Espinho          | -                | 1988            | Taça Nacional      | -                                                 | -        | /     |
| V. Guimarães        | 1922             | 1989            | Taça Nacional      | -                                                 | -        | /     |
| FC Mãe d´Água       | 1982             | 1990            | Distrital          | -                                                 | -        | /     |
| CD Viseu            | -                | 1988            | Taça Nacional      | -                                                 | -        | /     |

| \| U.Coimbra Ferreirense Os Elvenses Riachense Escola \| Localisation des clubs engagés dans la Zona Centro du championnat. |
| U.Coimbra Ferreirense Os Elvenses Riachense Escola                                                                          |

| Nom du club         | Date de création | Dernière montée | Division 1989-1990 | Stade                 | Capacité | Vict. |
| ------------------- | ---------------- | --------------- | ------------------ | --------------------- | -------- | ----- |
| CF União de Coimbra | 1919             | 1985            | Taça Nacional      | -                     | -        | /     |
| CF Os Elvenses      | 1924             | 1988            | Taça Nacional      | -                     | -        | /     |
| Escola Molelinhos   | 1979             | 1990            | Distrital          | Campo do Vale da Pata | 350      | /     |
| União Ferreirense   | 1916             | 1986            | Taça Nacional      | -                     | -        | /     |
| CA Riachense        | 1932             | 1989            | Taça Nacional      | -                     | -        | /     |

| \| Alvalade Terras da Costa Carcavelos Estoril Camarate \| Localisation des clubs engagés dans la Zona Sul du championnat. |
| Alvalade Terras da Costa Carcavelos Estoril Camarate                                                                       |

| Nom du club         | Date de création | Dernière montée | Division 1989-1990 | Stade | Capacité | Vict. |
| ------------------- | ---------------- | --------------- | ------------------ | ----- | -------- | ----- |
| Académico Alvalade  | -                | 1985            | Taça Nacional      | -     | -        | /     |
| União Camarate      | -                | 1990            | Distrital          | -     | -        | /     |
| GS Carcavelos       | 1921             | 1985            | Taça Nacional      | -     | -        | /     |
| GSD Cidade Nova     | -                | 1990            | Distrital          | -     | -        | /     |
| GD Costa do Estoril | -                | 1986            | Taça Nacional      | -     | -        | /     |
| GD Terras da Costa  | 1983             | 1986            | Taça Nacional      | -     | -        | /     |

## Compétition

### Première phase
Classement
Le classement est calculé avec le barème de points suivant : une victoire vaut deux points, le match nul un et la défaite zéro.
Critères de départage en cas d'égalité au classement :
1. classement aux points des matchs joués entre les clubs ex æquo ;
2. différence entre les buts marqués et les buts concédés sur la totalité des matchs joués dans le championnat ;
3. plus grand nombre de buts marqués sur la totalité des matchs joués dans le championnat ;
4. en cas de nouvelle égalité, une rencontre supplémentaire aura lieu sur terrain neutre avec, éventuellement, l’épreuve des tirs au but.

#### Zone Nord
Un nouveau titre de championne de la zone nord, pour les joueuses du Boavista qui remportent un sixième trophée. Elles améliorent leur record du plus de buts inscrits en une rencontre, qui est aussi celui de la plus large victoire, en championnat du Portugal, en battant le FC Mãe d´Água 19 à 0. Le précédent record (17-0), avait été établi lors de la saison 1986-87.
| Rang | Équipe              | Pts | J  | G  | N | P | Bp | Bc | Diff |
| ---- | ------------------- | --- | -- | -- | - | - | -- | -- | ---- |
| 1    | Boavista FCT        | 20  | 10 | 10 | 0 | 0 | 85 | 1  | +84  |
| 2    | V. Guimarães        | 16  | 10 | 8  | 0 | 2 | 28 | 6  | +22  |
| 3    | CA Espinho          | 12  | 10 | 6  | 0 | 4 | 28 | 18 | +10  |
| 4    | Clube de Albergaria | 8   | 10 | 4  | 0 | 6 | 20 | 20 | 0    |
| 5    | CD Viseu            | 2   | 10 | 1  | 0 | 9 | 2  | 40 | -38  |
| 6    | FC Mãe d´ÁguaP      | 2   | 10 | 1  | 0 | 9 | 1  | 79 | -78  |

|  | Qualifiés pour la phase finale de la compétition. |
|  | Relégué en division inférieure. |
|  | T Tenant du titre. P Promu de division inférieure. Pts points ; G victoires ; N match nuls ; P défaites Bp buts marqués ; Bc buts encaissés ; Diff différence de buts |

| Résultats (▼dom., ►ext.)                                   | Boa  | Gui  | Esp | Alb | Vis  | Mãe  |
| Boavista FC                                                |      | 2-0  | 7-0 | 7-1 | 10-0 | 16-0 |
| V. Guimarães                                               | 0-3  |      | 2-1 | 4-0 | 1-0  | 4-0  |
| CA Espinho                                                 | 0-5  | 0-2  |     | 3-2 | 4-0  | 12-0 |
| Clube de Albergaria                                        | 0-2  | 0-1  | 0-2 |     | 3-1  | 5-0  |
| CD Viseu                                                   | 0-14 | 0-3  | 0-3 | 0-1 |      | 0-1  |
| FC Mãe d´Água                                              | 0-19 | 0-11 | 0-3 | 0-8 | 0-1  |      |
| - Victoire à domicile - Match nul - Victoire à l'extérieur |      |      |     |     |      |      |

#### Zone Centre
L'União de Coimbra, s'adjuge pour la sixième fois le championnat de la zone centre.
| Rang | Équipe            | Pts | J | G | N | P | Bp | Bc | Diff |
| ---- | ----------------- | --- | - | - | - | - | -- | -- | ---- |
| 1    | União de Coimbra  | 14  | 8 | 7 | 0 | 1 | 61 | 2  | +59  |
| 2    | União Ferreirense | 12  | 7 | 6 | 0 | 1 | 44 | 2  | +42  |
| 3    | CA Riachense      | 8   | 7 | 4 | 0 | 3 | 13 | 17 | -4   |
| 4    | Os Elvenses       | 2   | 8 | 1 | 0 | 7 | 7  | 39 | -32  |
| 5    | EscolaP           | 2   | 8 | 1 | 0 | 7 | 4  | 69 | -65  |

|  | Qualifié pour la phase finale de la compétition. |
|  | Relégué en division inférieure. |
|  | T Tenant du titre. P Promu de division inférieure. Pts points ; G victoires ; N match nuls ; P défaites Bp buts marqués ; Bc buts encaissés ; Diff différence de buts |

| Résultats (▼dom., ►ext.)                                   | Coi  | Fer  | Ria | Elv | Esc  |
| União Coimbra                                              |      | 2-1  | 7-0 | 9-0 | 18-0 |
| União Ferreirense                                          | 1-0  |      | -   | 4-0 | 12-0 |
| CA Riachense                                               | 0-7  | 0-2  |     | 3-1 | 5-0  |
| Os Elvenses                                                | 0-6  | 0-10 | 0-3 |     | 6-1  |
| Escola Molelinhos                                          | 0-12 | 0-14 | 0-2 | 3-0 |      |
| - Victoire à domicile - Match nul - Victoire à l'extérieur |      |      |     |     |      |

#### Zone Sud
Les filles du GD Costa do Estoril, remportent une nouvelle fois le championnat de la zone sud, et se qualifient avec le GS Carcavelos pour la phase finale.
| Rang | Équipe              | Pts | J  | G | N | P  | Bp | Bc  | Diff |
| ---- | ------------------- | --- | -- | - | - | -- | -- | --- | ---- |
| 1    | GD Costa do Estoril | 19  | 10 | 9 | 1 | 0  | 52 | 4   | +48  |
| 2    | GS Carcavelos       | 14  | 10 | 7 | 0 | 3  | 46 | 10  | +36  |
| 3    | GD Terras da Costa  | 14  | 10 | 6 | 2 | 2  | 35 | 8   | +27  |
| 4    | Académico Alvalade  | 7   | 10 | 3 | 1 | 6  | 32 | 21  | +11  |
| 5    | GSD Cidade NovaP    | 6   | 10 | 3 | 0 | 7  | 16 | 29  | -13  |
| 6    | União CamarateP     | 0   | 10 | 0 | 0 | 10 | 1  | 110 | -109 |

|  | Qualifié pour la phase finale de la compétition. |
|  | Relégué en division inférieure. |
|  | T Tenant du titre. P Promu de division inférieure. Pts points ; G victoires ; N match nuls ; P défaites Bp buts marqués ; Bc buts encaissés ; Diff différence de buts |

| Résultats (▼dom., ►ext.)                                   | Est  | Car  | Cos | Alv  | Nov | Cam  |
| GD Costa do Estoril                                        |      | 3-1  | 2-0 | 6-0  | 4-0 | 10-0 |
| GS Carcavelos                                              | 0-2  |      | 1-2 | 3-1  | 5-1 | 18-0 |
| GD Terras da Costa                                         | 2-0  | 0-1  |     | 1-1  | 4-1 | 13-0 |
| Académico Alvalade                                         | 1-2  | 1-3  | 0-4 |      | 4-0 | 10-1 |
| Cidade Nova                                                | 0-8  | 0-3  | 0-1 | 1-0  |     | 6-0  |
| União Camarate                                             | 0-13 | 0-11 | 0-8 | 0-14 | 0-7 |      |
| - Victoire à domicile - Match nul - Victoire à l'extérieur |      |      |     |      |     |      |

### Phase finale
Les six équipes qualifiées pour la phase finale s'opposent dans un championnat aller-retour. Le Boavista s'octroie son sixième titre d'affilée.
L'União Ferreirense, réussit l'exploit d'infliger sa première défaite (2-1) en six saisons, au Boavista lors de première journée.
| Rang | Équipe              | Pts | J  | G | N | P | Bp | Bc | Diff |
| ---- | ------------------- | --- | -- | - | - | - | -- | -- | ---- |
| 1    | Boavista FCT        | 18  | 10 | 9 | 0 | 1 | 34 | 12 | +22  |
| 2    | GD Costa do Estoril | 12  | 10 | 5 | 2 | 3 | 11 | 10 | +1   |
| 3    | União Ferreirense   | 9   | 10 | 4 | 1 | 5 | 11 | 10 | +1   |
| 4    | GS Carcavelos       | 9   | 10 | 4 | 1 | 5 | 16 | 25 | -9   |
| 5    | CF União de Coimbra | 6   | 10 | 2 | 2 | 6 | 16 | 23 | -7   |
| 6    | V. Guimarães        | 6   | 10 | 3 | 0 | 7 | 14 | 22 | -8   |

|  | Vainqueur de la compétition. |
|  | T Tenant du titre. P Promu de division inférieure. Pts points ; G victoires ; N match nuls ; P défaites Bp buts marqués ; Bc buts encaissés ; Diff différence de buts |

| Résultats (▼dom., ►ext.)                                   | Boa | Est | Fer | Car | UdC | Gui |
| Boavista FC                                                |     | 3-1 | 2-1 | 7-2 | 3-1 | 5-1 |
| GD Costa do Estoril                                        | 0-1 |     | 0-0 | 2-0 | 2-0 | 2-1 |
| União Ferreirense                                          | 2-1 | 0-1 |     | 2-0 | 1-0 | 0-1 |
| GS Carcavelos                                              | 0-5 | 1-2 | 1-0 |     | 3-3 | 2-1 |
| CF União de Coimbra                                        | 3-5 | 2-0 | 0-3 | 1-3 |     | 1-2 |
| V. Guimarães                                               | 1-2 | 0-1 | 4-2 | 2-4 | 1-3 |     |
| - Victoire à domicile - Match nul - Victoire à l'extérieur |     |     |     |     |     |     |